# Sinteza
Sinteza je jedna od osnovnih metoda spoznaje. U filozofskom smislu sinteza je spajanje jednostavnijih misli u složene.